# Aigne
Aigne är en kommun i departementet Hérault i regionen Occitanien i södra Frankrike. Kommunen ligger i kantonen Olonzac som tillhör arrondissementet Béziers. År 2022 hade Aigne 294 invånare.

## Befolkningsutveckling
Antalet invånare i kommunen Aigne
Referens:INSEE